# TRIML1
TRIML1 (англ. Tripartite motif family like 1) – білок, який кодується однойменним геном, розташованим у людей на 4-й хромосомі. Довжина поліпептидного ланцюга білка становить 468 амінокислот, а молекулярна маса — 53 002.
| 10         |  | 20         |  | 30         |  | 40         |  | 50         |
| ---------- |  | ---------- |  | ---------- |  | ---------- |  | ---------- |
| MSTADLMENL |  | REELTCFICL |  | DYFSSPVTTE |  | CGHSFCLVCL |  | LRSWEEHNTP |
| LSCPECWRTL |  | EGPHFQSNER |  | LGRLASIARQ |  | LRSQVLQSED |  | EQGSYGRMPT |
| TAKALSDDEQ |  | GGSAFVAQSH |  | GANRVHLSSE |  | AEEHHREKLQ |  | EILNLLRVRR |
| KEAQAVLTHE |  | KERVKLCQEE |  | TKTCKQVVVS |  | EYMKMHQFLK |  | EEEQLQLQLL |
| EQEEKENMRK |  | LRNNEIKLTQ |  | QIRSLSKMIA |  | QIESSSQSSA |  | FESLEEVRGA |
| LERSEPLLLQ |  | CPEATTTELS |  | LCRITGMKEM |  | LRKFSTEITL |  | DPATANAYLV |
| LSEDLKSVKY |  | GGSRQQLPDN |  | PERFDQSATV |  | LGTQIFTSGR |  | HYWEVEVGNK |
| TEWEVGICKD |  | SVSRKGNLPK |  | PPGDLFSLIG |  | LKIGDDYSLW |  | VSSPLKGQHV |
| REPVCKVGVF |  | LDYESGHIAF |  | YNGTDESLIY |  | SFPQASFQEA |  | LRPIFSPCLP |
| NEGTNTDPLT |  | ICSLNSHV   |  |            |  |            |  |            |

A: Аланін

C: Цистеїн

D: Аспарагінова кислота

E: Глутамінова кислота

F: Фенілаланін

G: Гліцин

H: Гістидин

I: Ізолейцин

K: Лізин

L: Лейцин

M: Метіонін

N: Аспарагін

P: Пролін

Q: Глутамін

R: Аргінін

S: Серин

T: Треонін

V: Валін

W: Триптофан

Кодований геном білок за функціями належить до трансфераз, білків розвитку. 
Задіяний у такому біологічному процесі, як убіквітинування білків. 
Білок має сайт для зв'язування з іонами металів, іоном цинку. 